# Tamareira
A tamareira (do hebraico תמר, tamar) ou datileira (Phoenix dactylifera) é uma palmeira extensivamente cultivada pelos seus frutos comestíveis, as tâmaras. Pelo fato de ser cultivada  há milênios, a sua área natural de distribuição é desconhecida, mas seria originária dos oásis da zona desértica do norte de África, embora haja quem admita uma origem no sudoeste da Ásia. É uma palmeira de média dimensão, de 15 a 25 metros de altura, por vezes surgindo em touceira, com vários espiques (caule da palmeira) partilhando o mesmo sistema radicular, mas em geral crescendo isolada. As folhas são frondes pinadas, com até três metros de comprimento, com pecíolo espinhoso e cerca de 150 folíolos. Cada folíolo tem cerca de 30 cm de comprimento e 2 cm de largura.

## Frutos
As tâmaras possuem coloração avermelhada e são frutos fibrosos de sabor agridoce.

## Produção mundial
| País                                     | Produção de tâmara em 2018 (toneladas anuais) |
| ---------------------------------------- | --------------------------------------------- |
| Egito                                    | 1.562.171                                     |
| Arábia Saudita                           | 1.302.859                                     |
| Irão                                     | 1.204.158                                     |
| Argélia                                  | 1.094.700                                     |
| Iraque                                   | 614.584                                       |
| Paquistão                                | 471.670                                       |
| Sudão                                    | 440.871                                       |
| Omã                                      | 368.808                                       |
| Emirados Árabes Unidos                   | 345.119                                       |
| Tunísia                                  | 241.333                                       |
| Fonte: Food and Agriculture Organization |                                               |

## Galeria

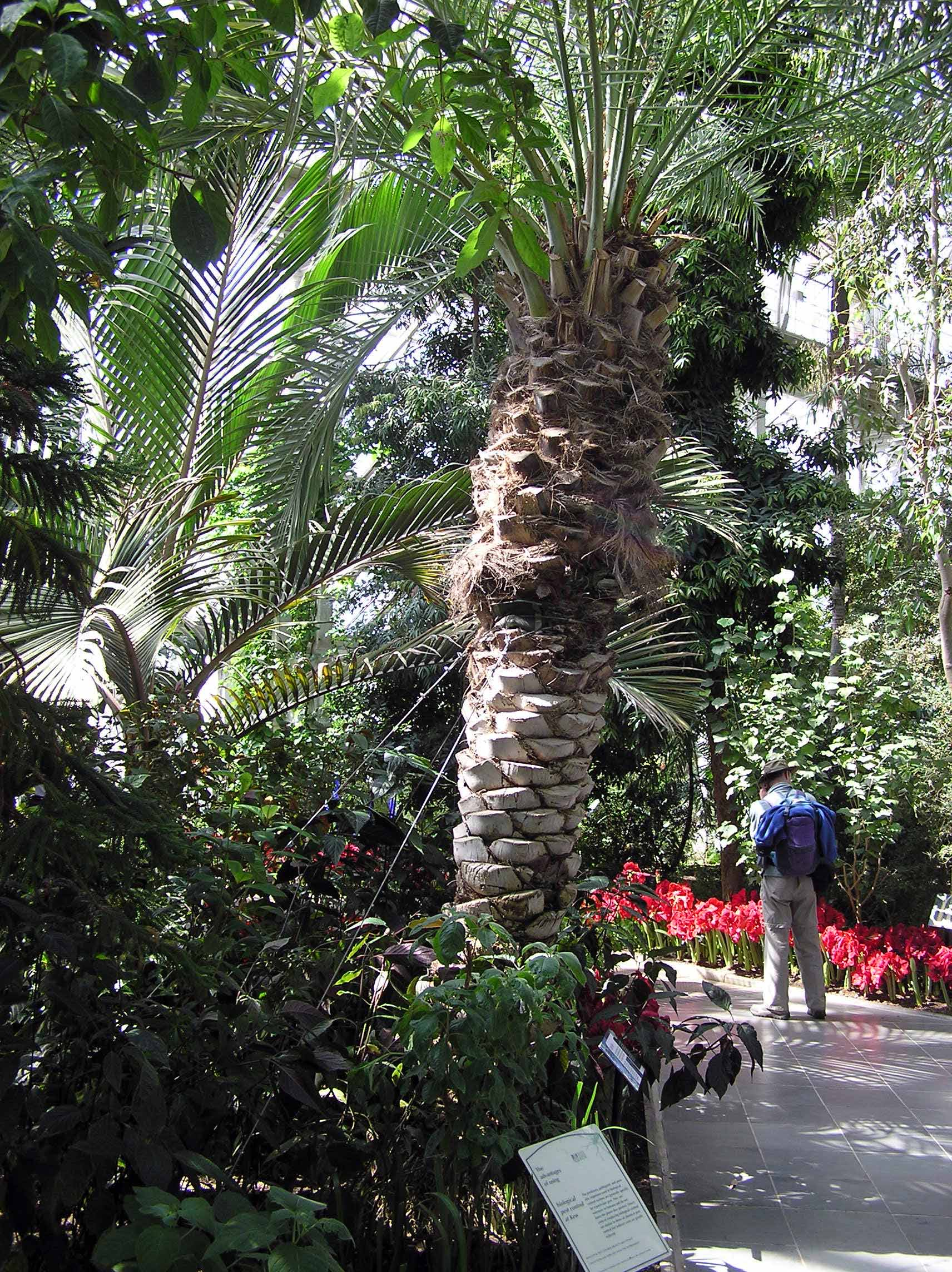
Tamareira no Royal Botanic Gardens, Kew, Londres.
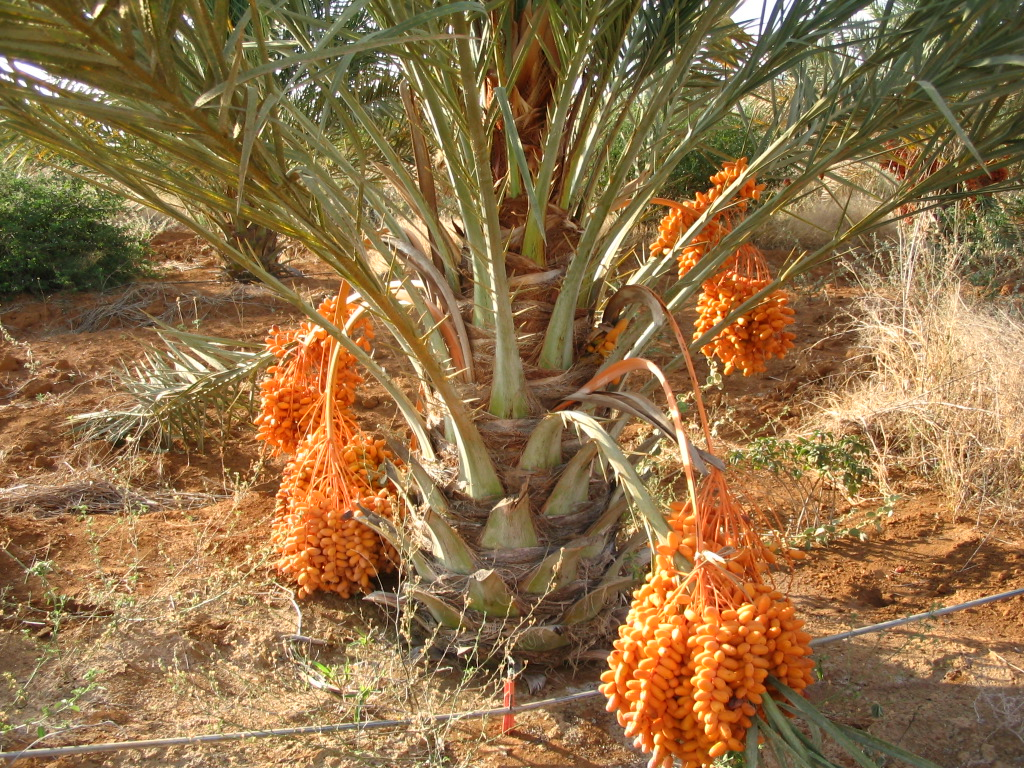
Tamareira na Fazenda Terra, Bahia, Brasil.
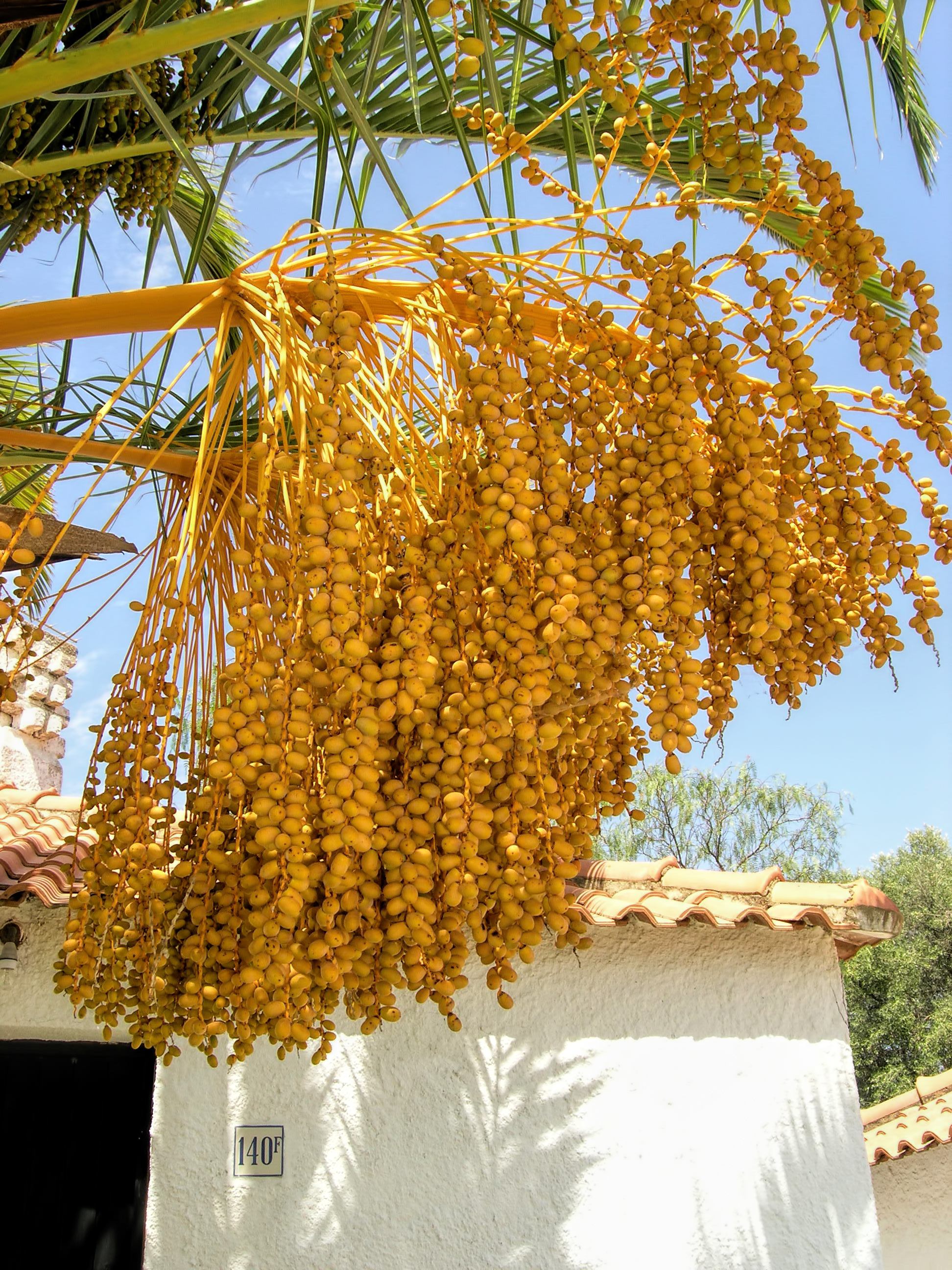
Tamareira no Algarve, Pedras Del Rei, Tavira.